# Eduard Engelmann
Eduard Engelmann senior (Vienna, 21 gennaio 1833 – 6 novembre 1897) è stato un pattinatore artistico su ghiaccio e imprenditore austriaco.
Fu un pioniere del pattinaggio su ghiaccio in Austria, e il capostipite di una celebre famiglia di pattinatori, vincitori di numerosi titoli europei, mondiali e olimpici.
Eduard Engelmann era un industriale viennese, proprietario di una fabbrica di tela cerata. Nel 1868 assistette allo spettacolo dell'artista statunitense Jackson Haines, un ballerino che si esibiva pattinando sul ghiaccio. Ne rimase talmente affascinato da voler provare di persona. Bagnò una parte del suo giardino affinché, ghiacciando, potesse servire da pista, e si costruì un paio di pattini usando lame da coltello e legno. In breve tempo il suo entusiasmo contagiò amici e conoscenti, che volevano provare il nuovo passatempo.
Engelmann intuì il potenziale commerciale del pattinaggio su ghiaccio, e nel 1871 ottenne una licenza per aprire al pubblico la sua pista. Con il declino della fabbrica di tela cerata, che non riusciva a competere con i prezzi bassi dei prodotti importati, Engelmann trasferì il suo spirito imprenditoriale sul pattinaggio. Ebbe l'idea di coprire il ghiaccio con assi di legno per proteggerlo dai raggi del sole, acquistò l'attrezzatura per bagnare e piallare la superficie, fece installare un organo a rullo per allietare i clienti con la musica, e dava egli stesso lezioni di pattinaggio. La pista da ghiaccio del distretto di Hernals divenne uno dei luoghi di svago preferiti dell'alta società nella Vienna di fine XIX secolo.
Tra i più assidui frequentatori della pista c'erano i due figli di Engelmann, Eduard jr. e Christine, avviati dal padre al pattinaggio sin da bambini. Entrambi divennero pattinatori agonisti; i migliori risultati li ottenne Eduard jr., con tre titoli europei consecutivi negli anni 1890. Anche la generazione dopo continuò con successo la tradizione della famiglia Engelmann: Helene Engelmann, figlia di Eduard jr., e Herma Szabo, figlia di Christine, vinsero svariati titoli mondiali e olimpici negli anni 1910 e anni 1920. Persino Karl Schäfer, pluricampione olimpico e mondiale negli anni 1930, entrò a far parte della dinastia Engelmann, sposando una delle figlie di Eduard jr.